# Palmerston (Australie)
Pour les articles homonymes, voir Palmerston.
Palmerston est une ville (city) du Territoire du Nord, en Australie, située à une quinzaine de kilomètres de Darwin, la capitale du Territoire. Elle compte 33 695 habitants en 2016.
C'est la deuxième ville du Territoire, par sa population, après la capitale Darwin et juste avant Alice Springs au sud.
La ville est comprise entre la zone industrielle de Darwin et les zones agricoles de Howard Springs.

## Climat
La ville a un climat tropical avec une saison humide et une saison sèche. La saison sèche va de mai à septembre. Dans les mois les plus froids (juin et juillet) la température varie entre 19 et 30 °C. En période humide, la ville est soumise aux cyclones et à la mousson. La plupart des précipitations ont lieu de décembre à mars, avec des orages fréquents et un taux d'humidité supérieur à 71 %.

## Histoire
La zone où est installée la ville a été achetée par le gouvernement fédéral australien en 1971 lorsqu'on s'est rendu compte de la nécessité d'augmenter la zone résidentielle de Darwin.

## Vie militaire
La 1re brigade de l'armée de terre australienne est stationnée dans cette ville soit, en 2011, sept régiments et un bataillon, un huitième régiment étant à Edinburgh en Australie du Sud.

## Démographie
En 2016, 11 % de la population de Palmerston est aborigène.
76,5 % de la population ne parle que l'anglais à la maison, alors 2,5 % des habitants parlent une langue philippine à la maison, 0,9 % le grec, 0,6 % le vietnamien et 0,6 % l'indonésien.